# Dani Klein
Danielle Schoovaerts (Schaarbeek, 1 januari 1953), beter bekend als Dani Klein, is een Belgische zangeres, songwriter, bandleider en producer.

## Biografie

### Jeugd
Ze groeide op in Brussel en werd er opgevoed in het Frans. Haar moedertaal was echter het Brusselse dialect. In haar jeugd werd ze reeds sterk beïnvloed door de muziek van haar ouders, waaronder Georges Brassens en Édith Piaf. Op zeventienjarige leeftijd verliet ze het ouderlijke huis om te gaan samenwonen met haar toenmalige vriend.

### Eerste succes
Ze werd bekend aan de zijde van Maurane in 1979, toen ze samen een hommage aan Jacques Brel opvoerden. Vervolgens was ze zangeres bij de hardrockband Steelover. Een bekender nummer uit deze periode is Heartbreaker. In 1984 trad ze toe tot de groep Arbeid Adelt! van Marcel Vanthilt. Hier leerde ze ook Willy Lambregt (beter bekend als Willy Willy) kennen, die tijdelijk inviel. Een resultaat van de synergie tussen de drie is te horen op de single Décoiffé en de bijbehorende B-kant Stroom.
In 1986 was ze achtergrondzangeres op het album Rockery van The Scabs.

### Vaya Con Dios
Datzelfde jaar brak ze door met Vaya Con Dios, een muziekproject van gitarist Willy Lambregt en bassist Dirk Schoufs. Toen deze een jamsessie gaven in een bevriende boetiek, vroegen ze Dani Klein om te zingen. Nog datzelfde jaar namen ze, onder leiding van Johan Verminnen en samen met Margriet Hermans en Firmin Timmermans als het Brabants team deel aan de Bacarabeker en wonnen ze de prijs. Kort daarop werd Just a Friend of Mine als single uitgebracht die aansloeg in heel Europa en platina behaalde. Kort daarop verliet Willy Lambregt de groep, officieel, omdat hij Vaya Con Dios niet meer kon combineren met The Scabs. Volgens de media was dit echter, omdat hij een relatie had met Dani Klein en zij een nieuwe relatie was begonnen met Dirk Schoufs.
Willy Willy werd vervangen door Jean-Michel Gielen en hun eerste monsterhit volgde: What's a Woman (1990) van het met platina bekroonde album Night Owls. De groep brak wereldwijd door en de hits stapelden zich op: Nah Neh Nah, Don't Cry For Louie, Puerto Rico, Johnny. In 1991 gingen Dani Klein en Dirk Schoufs uit elkaar, waarop Schoufs ook de groep verliet en Vaya Con Dios verderging als een eenvrouwsband. Kort voor het verschijnen van Time Flies stierf Dirk Schoufs, op 24 mei 1991, ten gevolge van een cocktail van medicijnen, alcohol en coke. In sommige persberichten verscheen onterecht dat hij aan aids zou zijn overleden.
In 1992 verscheen Time Flies. De muziek is veel triester dan op de eerste twee albums, met invloeden uit de soul en gypsy jazz. Het album deed het internationaal erg goed, zo was het een nummer 1-album in onder meer Nederland en Zwitserland. Het album behaalde platina. Hierop volgde een wereldtournee van vijf weken in 1993. De singles van dit album waren Time Flies, So Long Ago en Heading for a Fall.
In 1995 kwam het vierde album Roots and Wings uit en het behaalde goud.
Een jaar later maakte Dani Klein bekend geen plezier meer te beleven aan de muziekwereld en besloot ze de band te stoppen.
In 2009 werd het nummer "What's a woman" opgenomen in de eregalerij van de Vlaamse klassiekers van Radio 2.

### Een nieuw begin
In 1999 begon ze opnieuw met zingen en vormde ze met een groep Brusselse vrienden een nieuwe band, Purple Prose, zonder daarbij te streven naar veel succes. Een bekender nummer uit deze periode is Who Wants to Be Lonely ('99).
In 2004 kwam Klein terug met de groep waar haar carrière allemaal mee begon, Vaya Con Dios. In hetzelfde jaar brachten ze een nieuw album, The Promise uit, waarop ook haar zoon Simon Schoovaerts is te horen.
In februari 2006 kreeg ze een "Lifetime Achievement" ZAMU Award voor haar hele carrière. In 2012 werd ze "Brusselaar van het jaar", omdat ze Brussel en het plaatselijke dialect promoot.
Op 25 oktober 2014 zette Dani Klein een definitief punt achter Vaya Con Dios met een slotconcert in Vorst Nationaal.
Ze werd op 5 februari 2015 opgenomen in De Eregalerij, een carrièreprijs van Radio 2 en SABAM.
In 2015 richtte ze Dani Klein & Sal la Rocca op, een band waarmee ze opgewekte liedjes van Billie Holiday brengt.

## Discografie[10]

### Albums
- Jo Lemaire - Stand Up (1987, achtergrondzang)
- The Scabs - Rockery (1986, achtergrondzang)
- The Nile - Afromantik (1994, achtergrondzang)
- Purple Prose - Purple Prose (1999, zang)
- Dani Klein & Sal La Rocca - Dani sings Billie (2015, zang)

| Album met hitnotering(en) in de Vlaamse Ultratop 200 albums | Datum van verschijnen | Datum van binnenkomst | Hoogste positie | Aantal weken | Opmerkingen |
| ----------------------------------------------------------- | --------------------- | --------------------- | --------------- | ------------ | ----------- |
| Danni sings Billie                                          | 2015                  | 26-09-2015            | 4               | 6*           |             |

### Singles
- Arbeid Adelt! - Décoiffé (1985, achtergrondzang)
- Arbeid Adelt! - Witte Kom Hie (1985, achtergrondzang)
- Arbeid Adelt! - Stroom (1985, zang)
- Carmen Jones - Hold On (1986, zang)
- Jo Lemaire - Perfect Understanding (1987, achtergrondzang)
- The Scabs - The Pimp (1987, achtergrondzang)
- Jo Lemaire - Stand Up (1988, achtergrondzang)
- Blue Blot - Bridge to Your Heart (1991, achtergrondzang)
- Purple Prose - Who Wants to Be Lonely (1994, zang)
- Purple Prose - Dirty Gold (1999, zang)

## Boeken
- 2012 - Vaya con dios: memoires, ISBN 9789085423904